# Onești
Onești (ungerska: Ónfalva), tidigare Gheorghe Gheorghiu-Dej efter en kommunistisk ledare och omdöpt 1996, är en stad (municipiu) i länet Bacău i det historiska landskapet Moldova i östra Rumänien. Staden hade 2011 en befolkning på drygt 39 000 invånare.
Onești grundades 1458. Den kommunistiska regimen uppförde från 1953 en stor petrokemisk anläggning där och en ny stad byggdes vid byarna Onești och Borzești. 

## Bilder

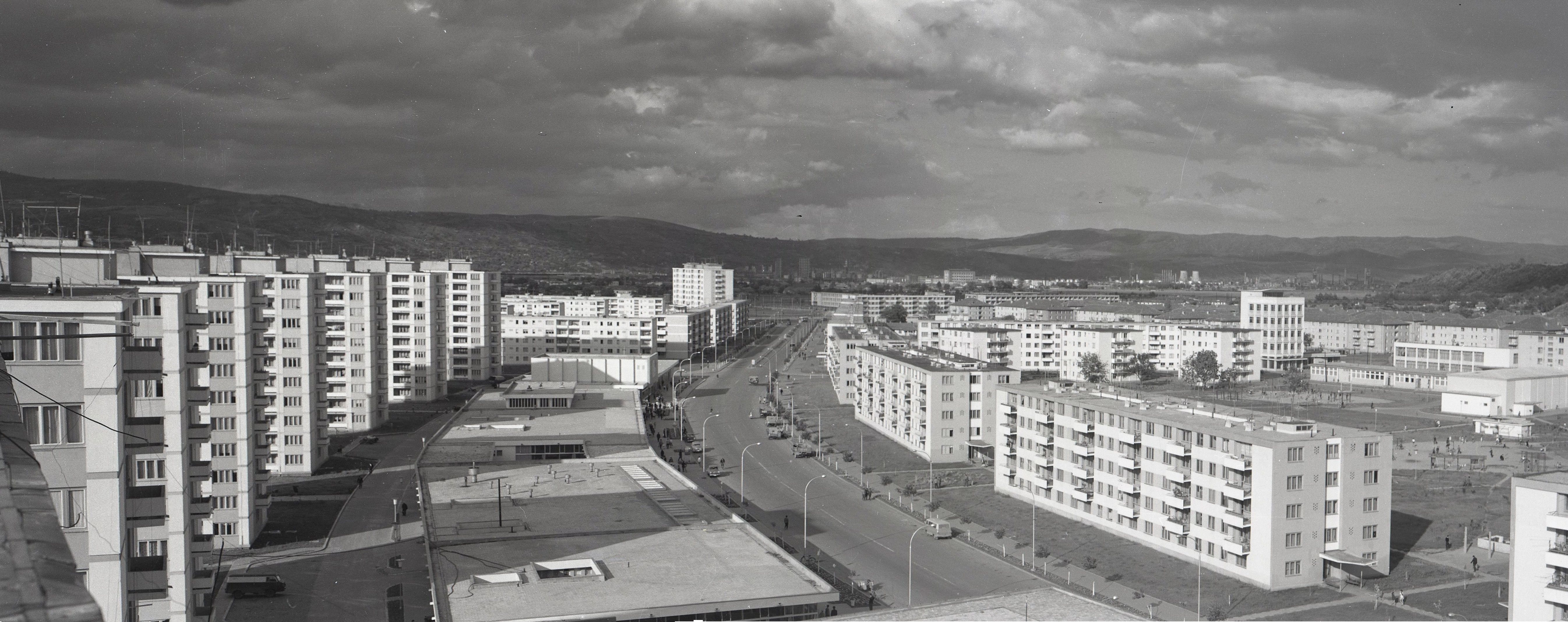
Onești, 1965.
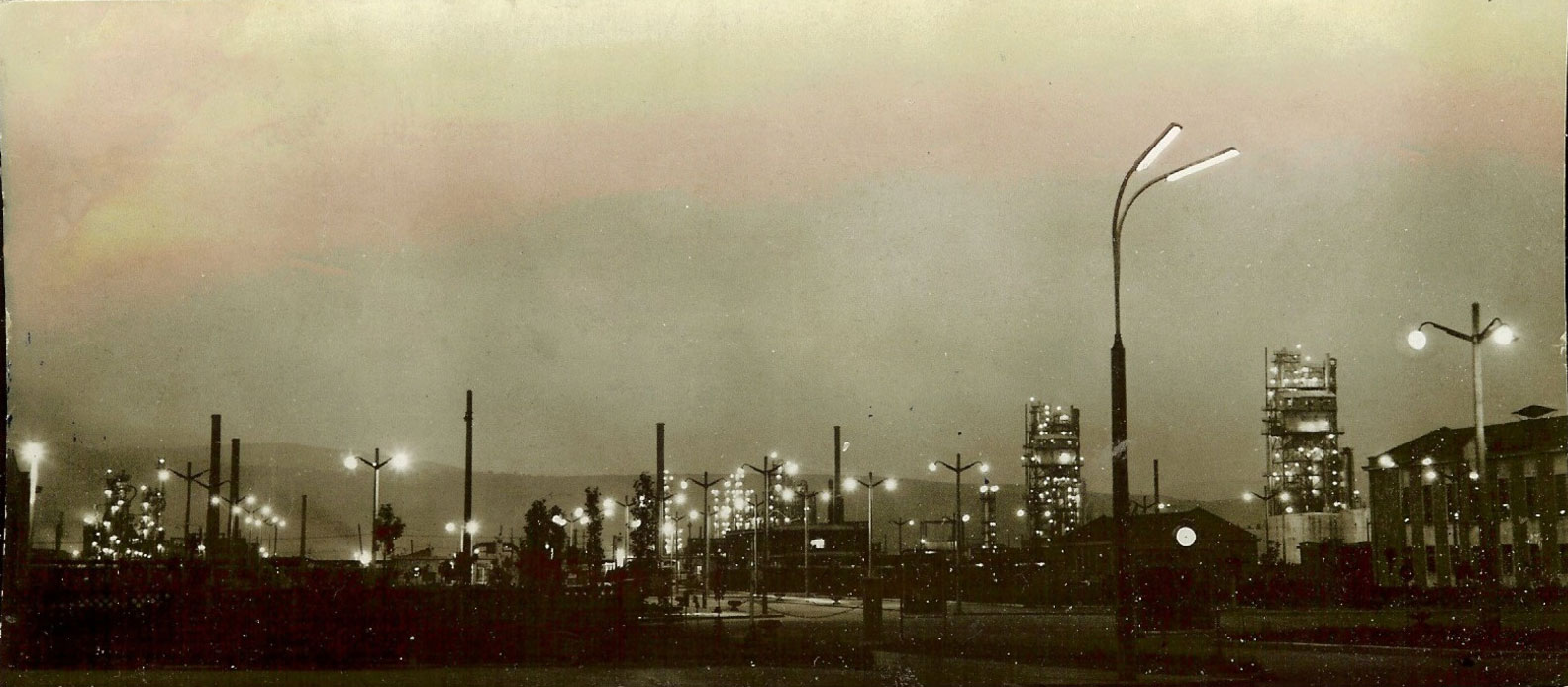
Nr 10 Oljeraffinaderi (RAFO Onești), 1968.
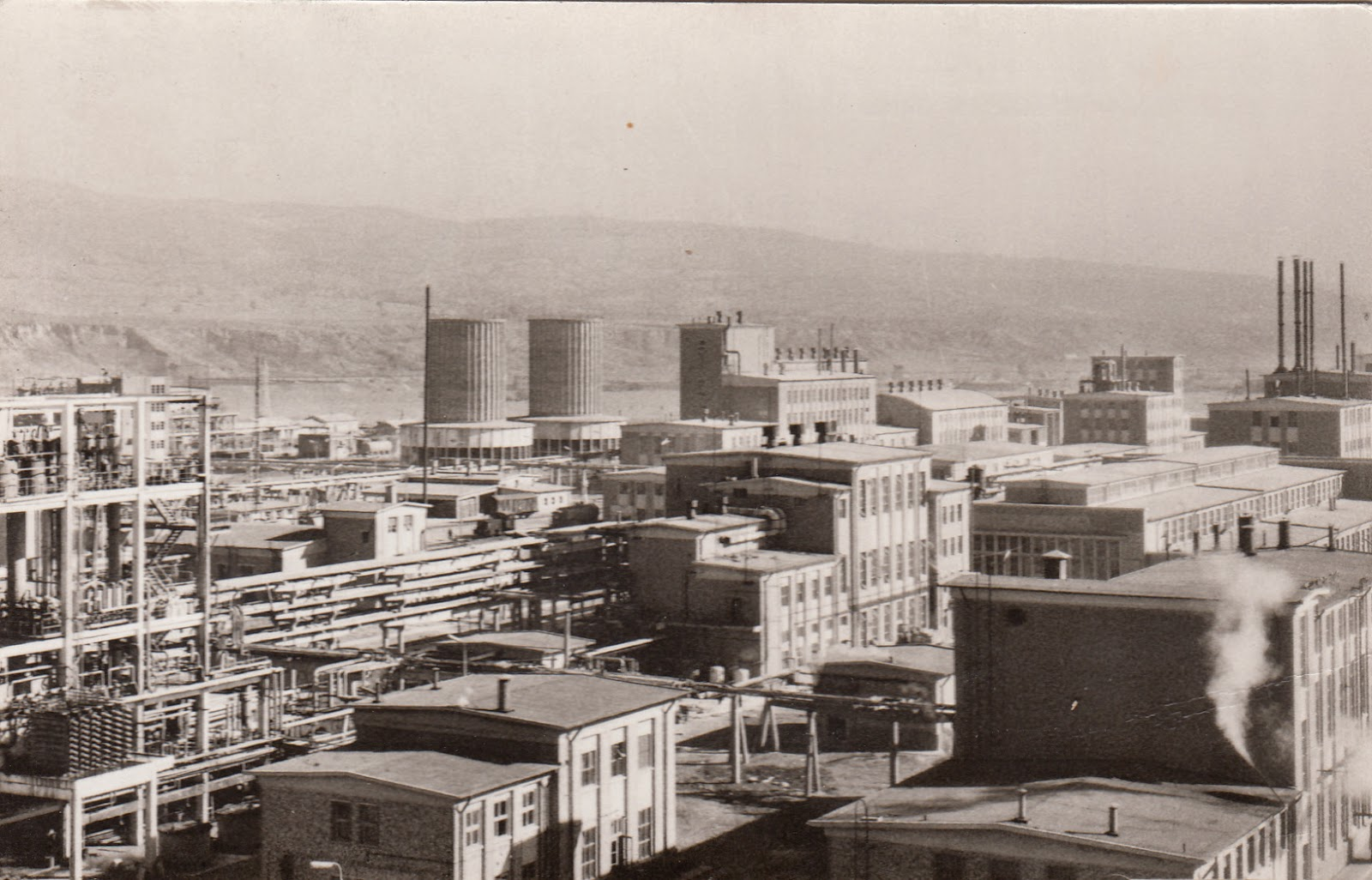
Borzeștis kemiindustri (Chimcomplex), 1960-talet.
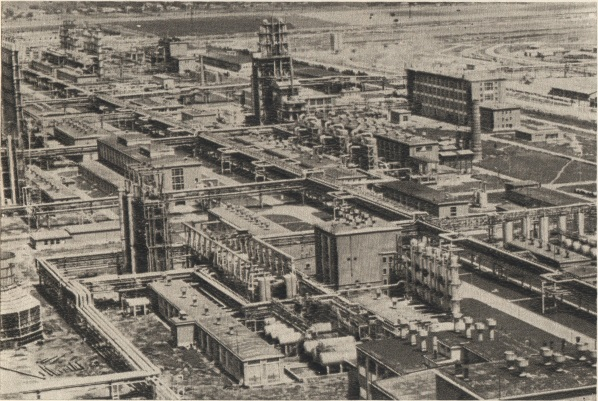
Fabriken för syntetiskt gummi (Carom Onești).
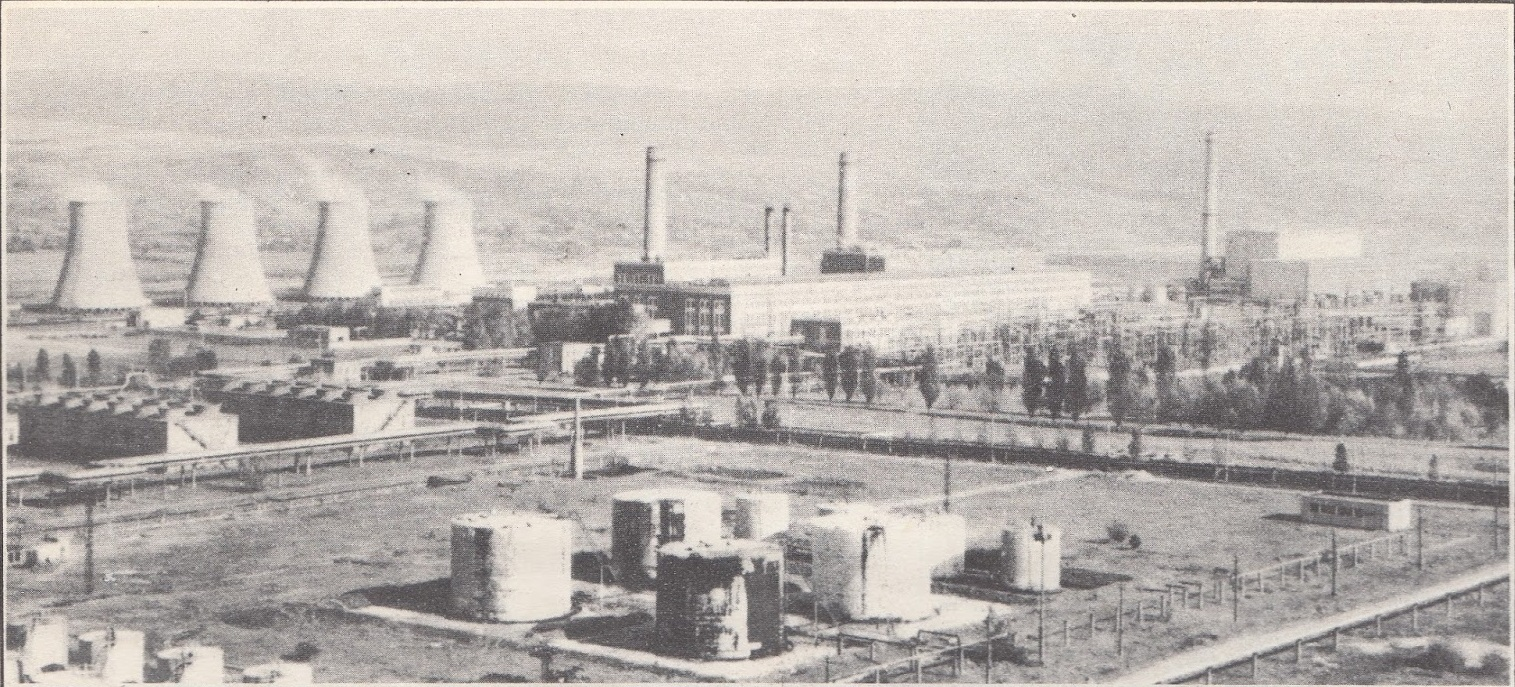
Borzeștis kraftverk.
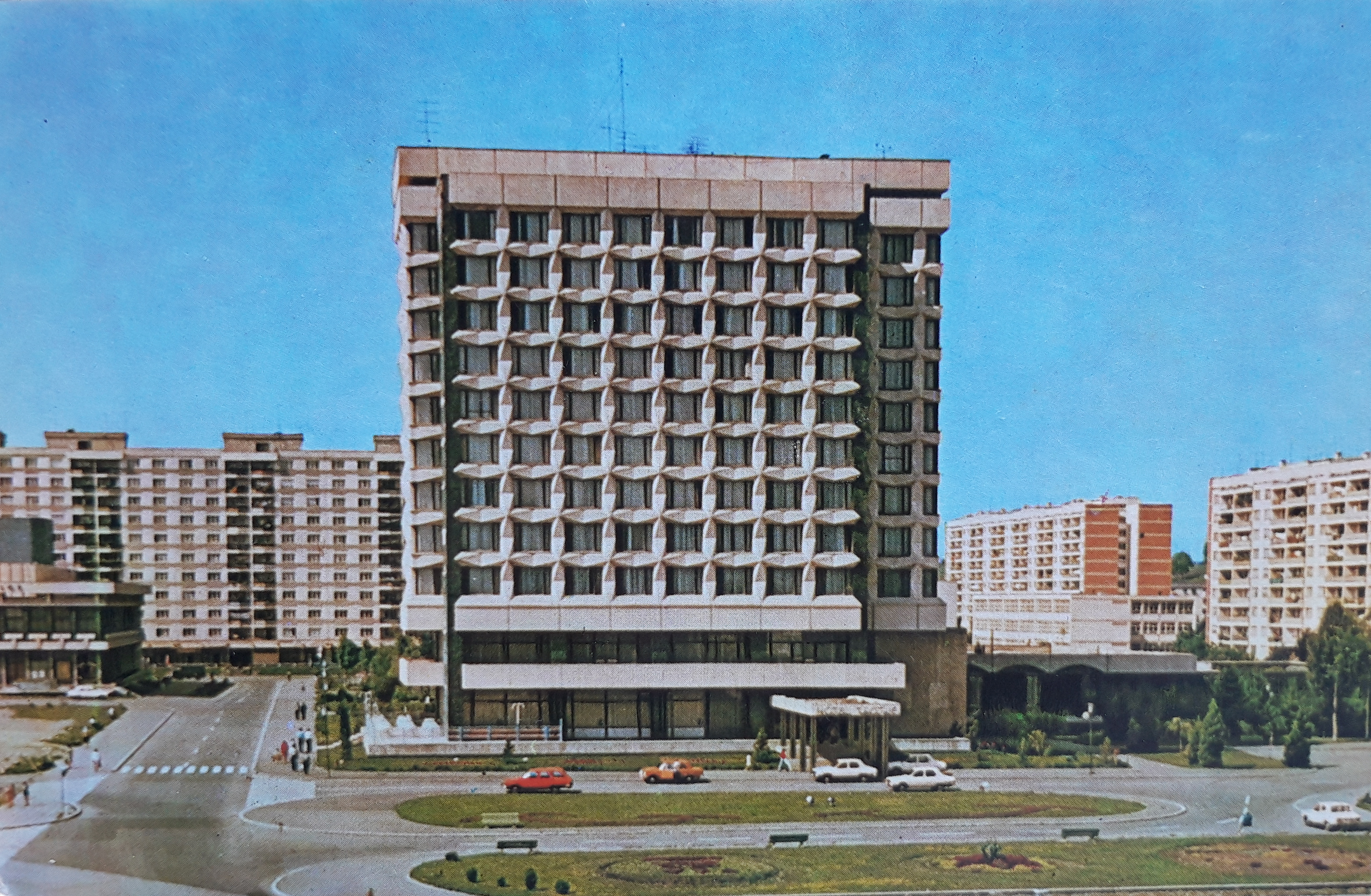
Hotel Trotuș på 1980-talet.